# Fútbol en Bielorrusia

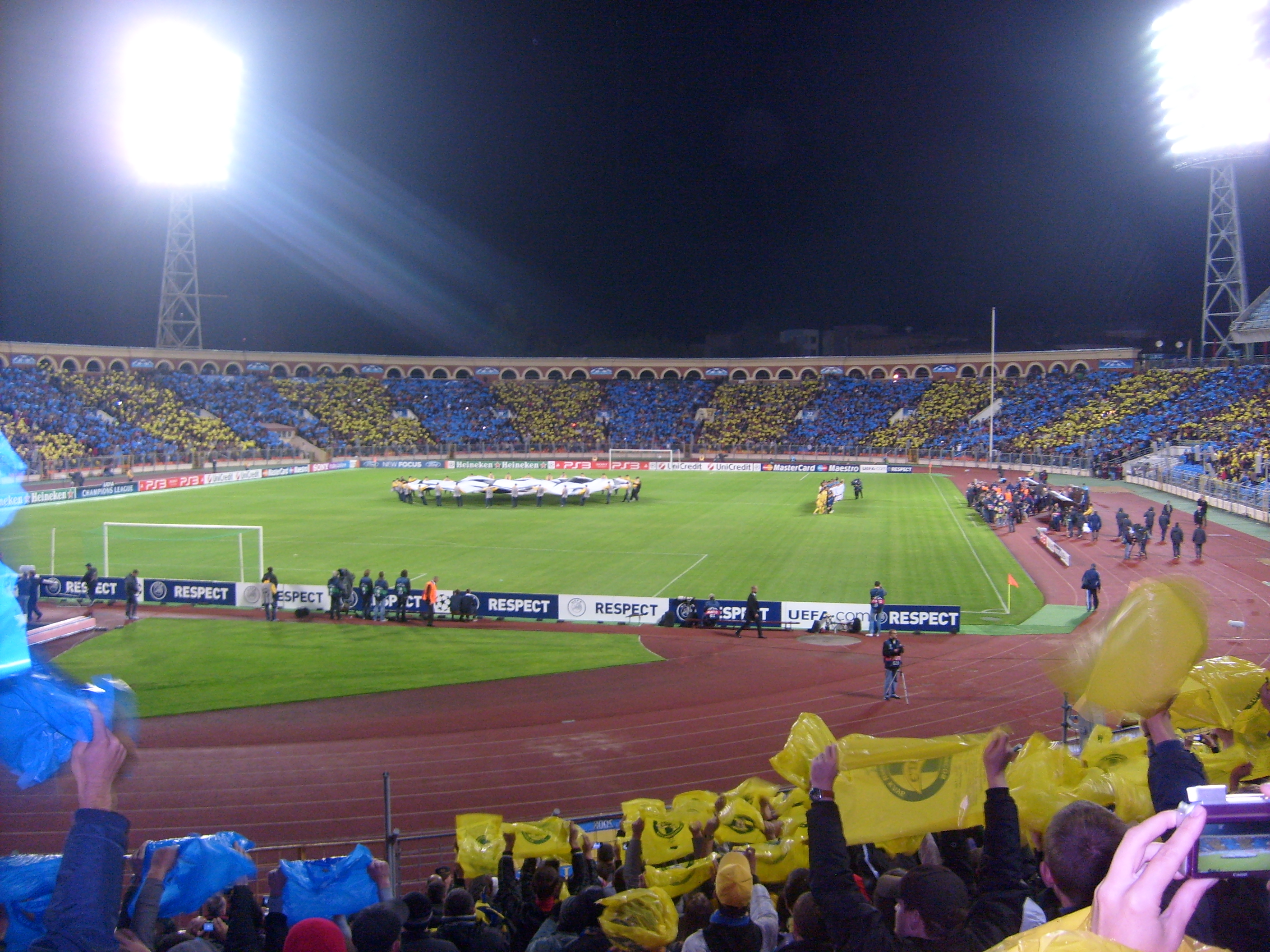
El Estadio Dinamo, escenario habitual de la selección bielorrusa, en un partido de UEFA Champions League entre el FC BATE y el FC Barcelona.

El fútbol es el deporte más popular en Bielorrusia, junto con el hockey sobre hielo, especialmente tras el colapso de la Unión Soviética en 1991 y la creación de la liga nacional de fútbol bielorrusa. La Federación de Fútbol de Bielorrusia es el máximo organismo del fútbol profesional en Bielorrusia y fue fundada en 1989, aunque se afilió a la FIFA en 1992 y a la UEFA un año después.
El FK Dinamo Minsk fue el único club de la República Socialista Soviética de Bielorrusia en participar regularmente en la Primera División de la URSS, disputando 39 de las 54 temporadas jugadas y consiguiendo un título de liga en 1982. El máximo logro del equipo en competiciones europeas fue los cuartos de final alcanzados en la Copa de Campeones de Europa 1983-84. Desde su independencia de la URSS, ningún conjunto bielorruso ha logrado algún éxito europeo, destacando únicamente la clasificación del FC BATE Borisov para la fase de grupos de la UEFA Champions League en 2008-09 y 2011-12. Un gran número de jugadores y entrenadores bielorrusos, como Sergei Aleinikov, Andrei Zygmantovich y Eduard Malofeyev, representaron al combinado soviético en competiciones internacionales. En los últimos años el jugador más destacado ha sido Alexander Hleb, exvolante de Arsenal y FC Barcelona.

## Competiciones oficiales entre clubes
- Vysshaya Liga: es la primera división del fútbol bielorruso. Fue fundada en 1992 después de la desintegración de la Unión Soviética —y su correspondiente liga, la Primera Liga Soviética— y está compuesta por 12 clubes.
- Primera Liga de Bielorrusia: es la segunda división en el sistema de ligas bielorruso. Está compuesta por 15 clubes, de los cuales el primer clasificado asciende a la primera división y el segundo juega los playoffs de promoción.
- Segunda Liga de Bielorrusia: es la tercera división en el sistema de ligas de Bielorrusia. Está compuesta por 20 clubes, de los cuales los dos primeros ascienden a la Primera Liga.
- Copa de Bielorrusia: es la copa nacional del fútbol bielorruso, organizada por la Federación de Fútbol de Bielorrusia y cuyo campeón tiene acceso a disputar la UEFA Europa League.
- Supercopa de Bielorrusia: fue fundada en 2010 y enfrenta al campeón de la Vysshaya Liga y al campeón de Copa.

## Selecciones de fútbol de Bielorrusia

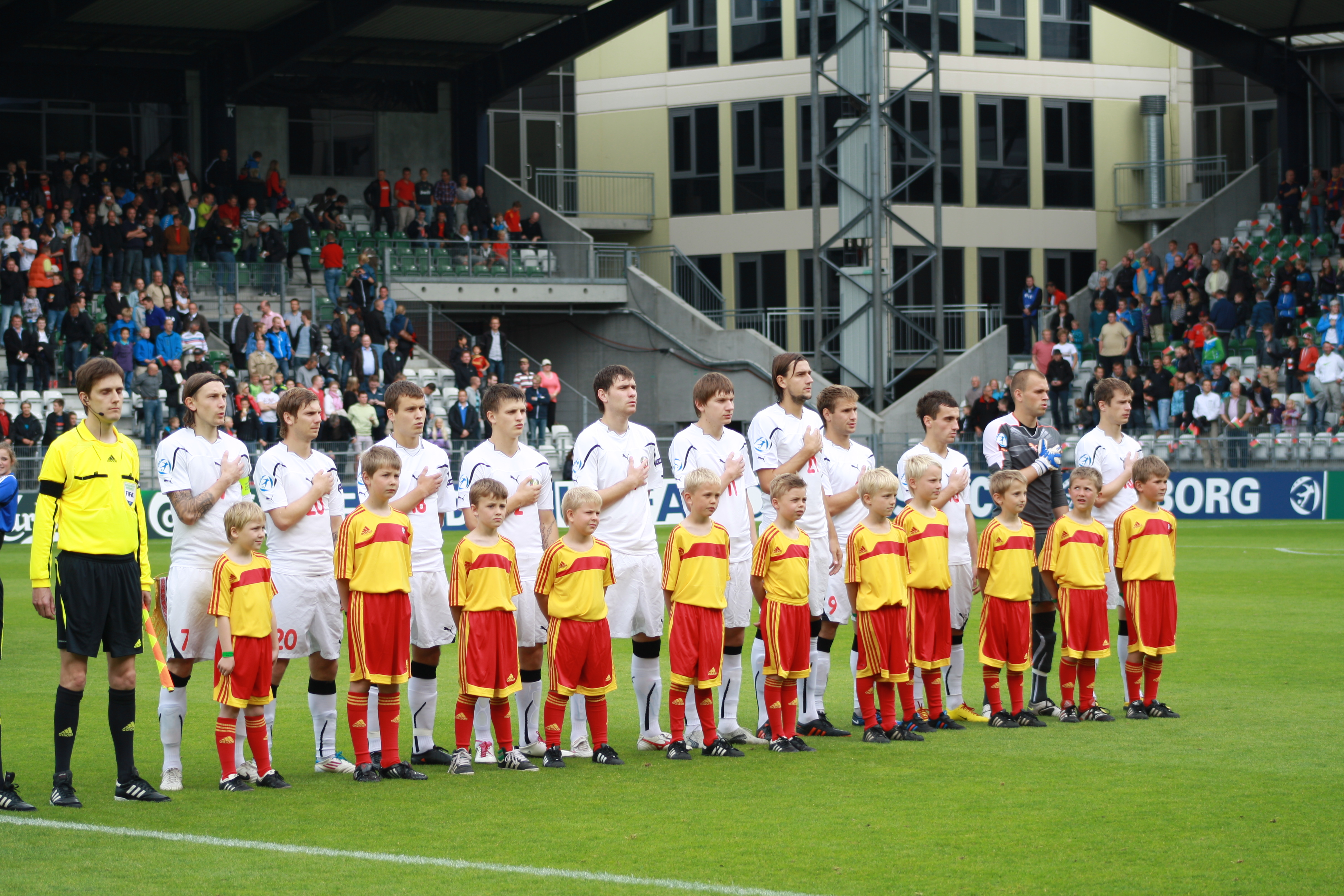
Imagen de la selección sub-21 de Bielorrusia en 2011.

### Selección absoluta de Bielorrusia
La selección de Bielorrusia, en sus distintas categorías está controlada por la Federación de Fútbol de Bielorrusia.
El equipo bielorruso disputó su primer partido oficial el 28 de octubre de 1992 en Minsk ante Ucrania, partido que se resolvió con 1-1. Previamente, el 20 de julio de 1992, la selección disputó un partido no oficial ante Lituania en Vilna que finalizó con idéntico resultado.
Bielorrusia no ha logrado clasificarse para ninguna Copa del Mundo de la FIFA ni Eurocopa. El mayor logro del combinado bielorruso fue en el torneo menor LG Cup, en 2002, ganando a Rusia y Ucrania. En 2004 y 2008 ganó las ediciones del Malta International Football Tournament, la primera de ellas con la selección olímpica. Aliaksandr Kulchiy, con 100 internacionalidades, es el jugador que más veces ha vestido la camiseta de la selección nacional.

### Selección femenina de Bielorrusia
La selección femenina debutó el 7 de octubre de 1995 ante la selección de la República Checa en un partido que ganaron las checas por 0-1. La selección femenina de Bielorrusia aún no ha participado en una fase final de la Copa del Mundo o de la Eurocopa.